# Tallahassee Tennis Challenger 2008
Il Tallahassee Tennis Challenger 2008 è stato un torneo di tennis facente parte della categoria ATP Challenger Series nell'ambito dell'ATP Challenger Series 2008. Il torneo si è giocato a Tallahassee negli Stati Uniti dal al aprile 2008 su campi in cemento e aveva un montepremi di $50 000.

## Vincitori

### Singolare
Bobby Reynolds ha battuto in finale  Robert Kendrick con il punteggio di 5–7 6–4 6–3

### Doppio
Rajeev Rami /  Bobby Reynolds hanno battuto in finale  Robert Kendricki /  Ryan Sweeting per walkover